# Karel Schadt

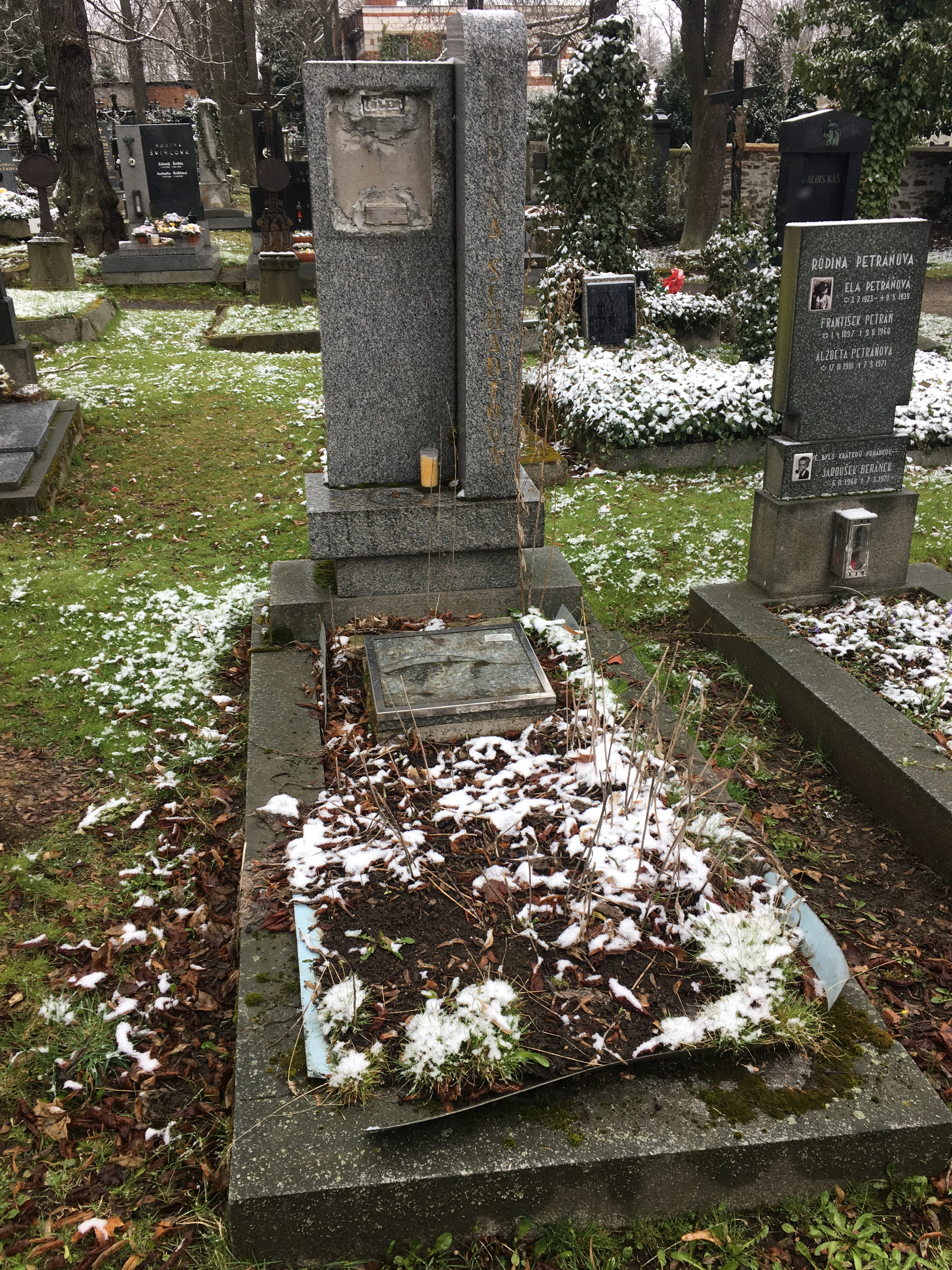
Neudržovaný hrob na Městském hřbitově v Příbrami (2021)

Karel Schadt (20. listopadu 1888 Příbram – 19. června 1955 tamtéž) byl český impresionistický malíř a pedagog z Příbrami, maloval olejomalby krajin.

## Život
Narodil se v Příbrami v rodině příručího na st. dráze Ignáce Schadta a jeho ženy Františky roz. Frankové. V Příbrami absolvoval Cvičnou školu, měšťanskou školu a učitelský ústav, poté Kalvodovu krajinářskou školu v Praze (1911–1916).
První výstavu uspořádal ve svém rodišti, podnikl také studijní cestu po Evropě, především Itálii a Francii. Náměty k tvorbě čerpal na Příbramsku (Můj rodný kraj, Vraní skály), oblíbil si i Vysoké Tatry (maloval Štrbské pleso, obraz Studenovodská dolina…).
Pracoval jako železniční úředník a pedagog. Byl členem Svazu československých výtvarných umělců a TJ Sokol Příbram (1948). Otec Hynek Schadt byl železniční úředník, matka Marie, roz. Franková, jeho žena byla Božena, roz. Boubelíková. Na mapě Městského příbramského hřbitova (oddíl VIII, hrob 380) je vyjmenovaný mezi hroby významných osob města.

## Výstavy – Karl Schadt
- 1927: Výstava muzea Karla Schadta v Košicích na Slovensku.
- 1929/03/31 – 1929/04/14: Jihočeské průmyslové muzeum Karla Schadta, Chrudim.
- 2006/11/11 – 2007/03/03: Zimní krajina, městské muzeum, Hasičský dům, Telč
- 2009: Zima mistrů umění, Dům kultury Masaryka, Mělník
- 2010: Impresionisté na Pražském hradě
- 2015/10/04: Mistři malby a krajiny: výstava, European Arts Investments, Praha
- 2017: Výstavy českých impresionistů na Pražském hradě

## Obrazy
část
- Chalupy v létě
- Chalupy v zimě
- Letní louka
- Mochomůrky v lese
- Můj rodný kraj
- Vesnička v údolí
- Viničná ulice v Mladé Boleslavi
- Vraní skály
- Studenovodská dolina
- Štrbské pleso
- Z Kameniček

## Galerie  obrazy

Zimní krajina (olej na plátně)
Zima (olej na kartonu) 1923
Březový háj (olej na plátně)
Zima u řeky (olej na plátně)
Velké květinové zátiší (olej na plátně)

## Galerie signatury

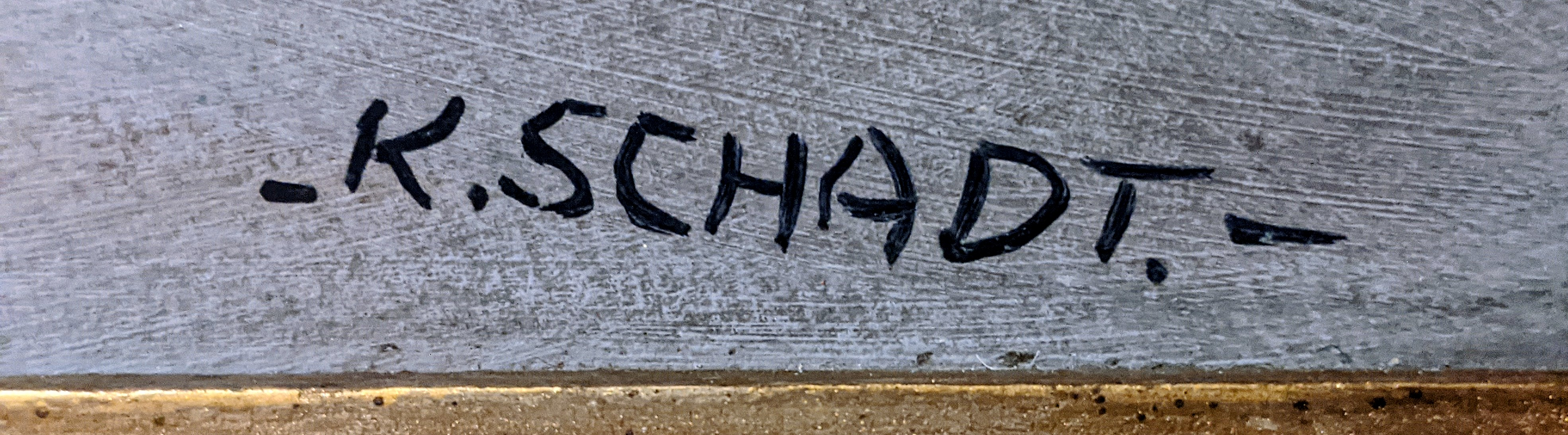
Podpis – Karel Schadt
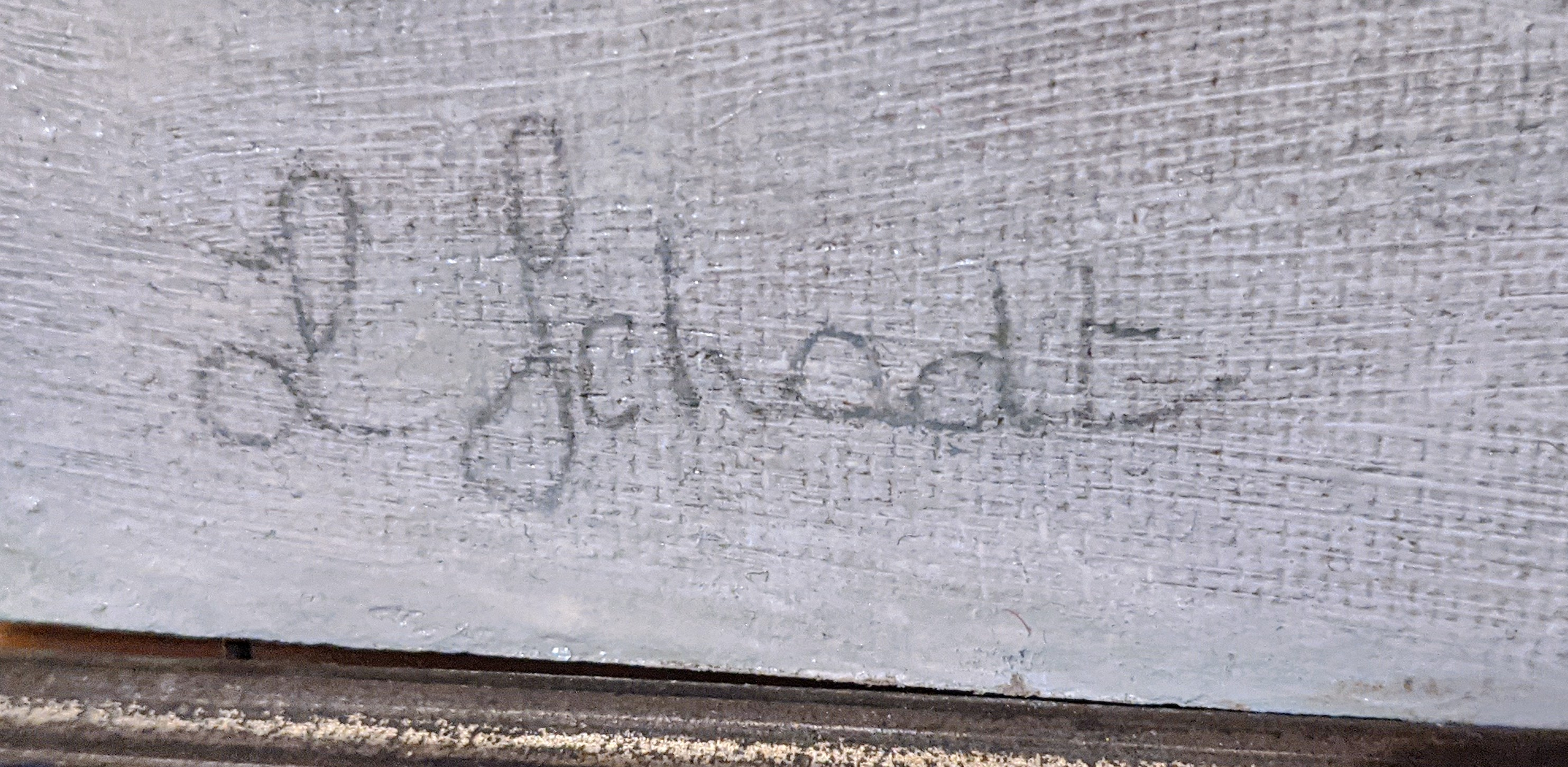
Podpis (2) – Karel Schadt